# Ministeri d'Agricultura de Letònia
El Ministeri d'Agricultura de Letònia (en letó:Latvijas Republikas Zemkopības ministrija) és una institució estatal de la República de Letònia que coordina la política a l'agricultura, la silvicultura i la pesca. El ministeri està presidit en l'àmbit polític pel ministre d'agricultura actualment Jānis Dūklavs del segon Gabinet Straujuma.

## Activitats
- Subvencions públiques per al desenvolupament agrícola;
- programa d'implantació de la política forestal;
- programa de la millora en els recursos de les aigües continentals;
- programa especialitzat en cria de bestiar;
- mesures d'intervenció adoptades pel mercat carni i productes lactis;
- monitoratge de composts tòxics (productes per conreus);
- agricultura, supervisió de feina alternativa i fomentar la diversificació no tradicional;
- participació d'organitzacions internacionals
- programa de suport a l'agricultura per la Unió Europea.